# Dump (programa de computador)
dump é um programa para sistemas operacionais Unix usado para fazer backups de arquivos de sistema. Este é um dos programas do gênero mais antigos, sendo considerado um dos melhores . O utilitário restore é utilizado para restaurar as cópias realizadas pelo dump. A Wikimedia Foundation recorre ao Dump para fazer o backup das informações dos seus vários projetos.